# Lymantria bhascara
Lymantria bhascara är en fjärilsart som beskrevs av Moore 1859. Lymantria bhascara ingår i släktet Lymantria och familjen tofsspinnare. Inga underarter finns listade i Catalogue of Life.